# بيدير هيرسليب
بيدير هيرسليب (بالنرويجية البوكمول: Peder Hersleb)‏ هو قسيس نرويجي، ولد في 25 مارس 1689 في ستاينشار في النرويج، وتوفي في 4 أبريل 1757 في كوبنهاغن في الدنمارك.